# Pettorano sul Gizio
Pettorano sul Gizio est une commune italienne de la province de L'Aquila, dans la région Abruzzes.

## Administration
| Période                                  | Période | Identité | Étiquette | Qualité |
| ---------------------------------------- | ------- | -------- | --------- | ------- |
|                                          |         |          |           |         |
| Les données manquantes sont à compléter. |         |          |           |         |

### Hameaux
Vallelarga, Contrada Conca.

### Communes limitrophes
Cansano, Introdacqua, Pescocostanzo, Rocca Pia, Scanno, Sulmona.